# École nationale supérieure Mines-Télécom Lille-Douai
Pour les articles homonymes, voir IMT.
 (septembre 2021).
L'École nationale supérieure Mines-Télécom Lille-Douai (ou selon son nom d'usage IMT Nord Europe) est un établissement public à caractère scientifique, culturel et professionnel (EPSCP) et l'une des 204 écoles d'ingénieurs françaises accréditées au 1er septembre 2020 à délivrer un diplôme d'ingénieur.
Elle est rattachée au ministère de l'Économie et des Finances, chargée de l'industrie et du numérique.
École publique généraliste, elle résulte de la fusion en 2017 des deux grandes écoles d'ingénieurs Mines Douai et Télécom Lille.
Elle est située dans le Nord de la France partagée entre différents campus : le site de Douai, la Cité scientifique de l'Université de Lille (Villeneuve-d'Ascq, Métropole européenne de Lille), le site de Valenciennes (géré par InGHenia), le site de Dunkerque et le site d'Alençon (ISPA).
L'école est affiliée à l'Institut Mines-Télécom et à l'université de Lille. Elle est membre de la Conférence des grandes écoles et du Collegium des grandes écoles de Lille qui regroupe les huit grandes écoles publiques de la ville de Lille (Arts et Métiers, Centrale Lille, IMT Lille Douai, ENSCL, ENSAIT, ENSAPL, École supérieure de journalisme de Lille et Sciences Po Lille).

## Présentation

### Histoire
L'École nationale supérieure des mines de Douai est créée en 1878.
Télécom Lille est créée en 1990.
En 2012, l'Institut Mines-Télécom est créé, réunissant les écoles des mines et les écoles des télécommunications. La fusion des Mines de Douai et de Télécom Lille est finalement réalisée le 1er janvier 2017, en même temps que celle créant l'IMT Atlantique,.
En 2021, l'école change de nom pour devenir l'IMT Nord Europe représentant la diversité de ses campus et se trouvant aux portes du nord de l'Europe.

### Directeurs
| N° | Nom                 | Dates                                | Notes                                                                                            |
| -- | ------------------- | ------------------------------------ | ------------------------------------------------------------------------------------------------ |
| 1  | Daniel Boulnois     | Du 1er janvier 2017 au 30 avril 2017 | Diplômé de l'école des Mines de Douai, ingénieur du corps des Mines.                             |
| 2  | Alain-Louis Schmitt | Du 1er mai 2017 au 30 avril 2025     | Diplômé de l'école des Mines de Douai, ingénieur du corps des Mines, docteur en génie mécanique. |
| 3  | Céline Fasulo       | Depuis le 1er mai 2025               | Diplômée de l'école des Mines de Douai, ingénieur du corps des Mines.                            |

### Identité visuelle

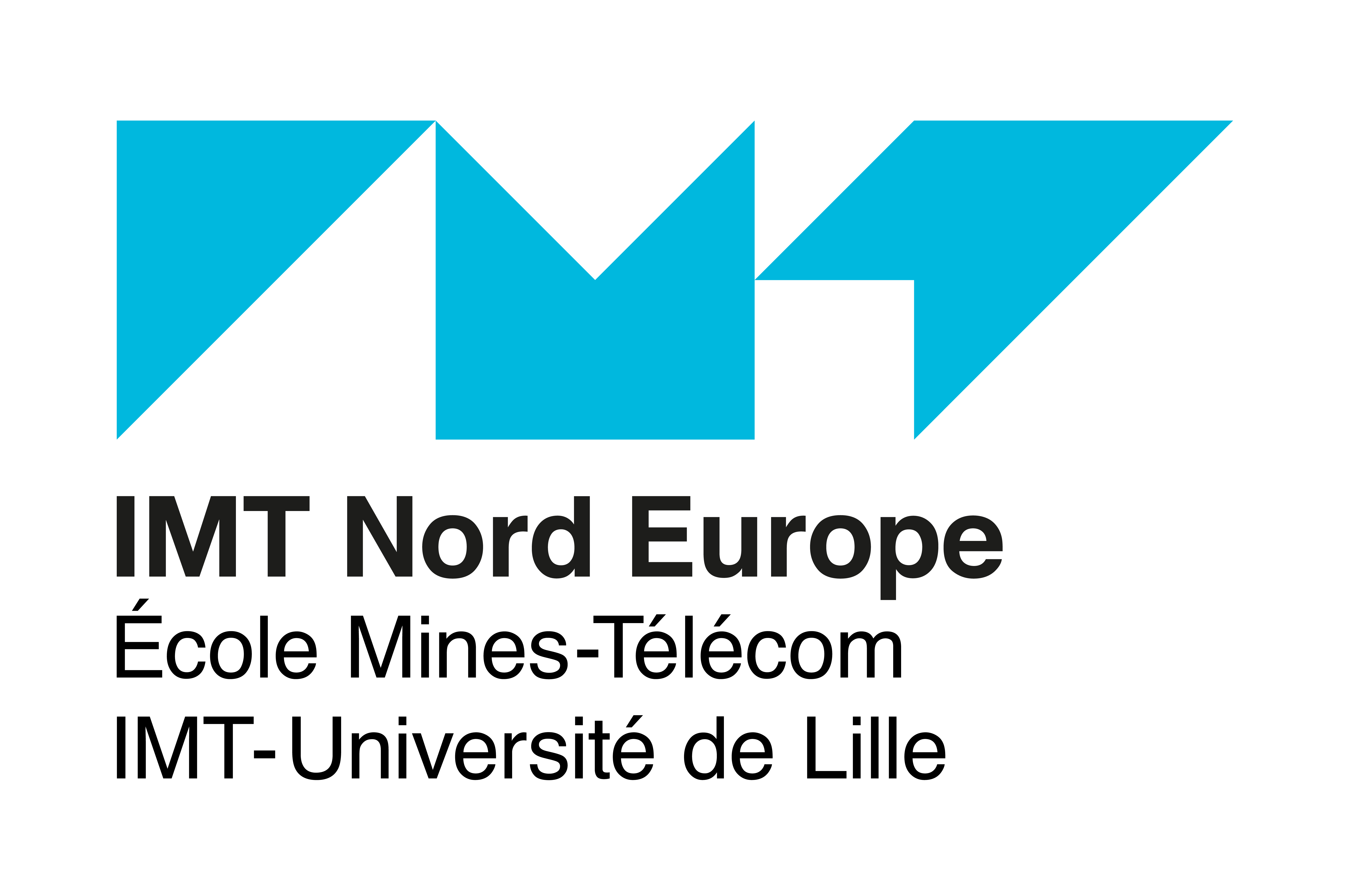

C'est à la suite de la fusion que l'école adopte son nouveau logo, signe de son appartenance à l'Institut Mines-Télécom.

## Enseignement
IMT Nord Europe délivre jusqu'en 2022 les diplômes d'ingénieurs dispensés respectivement par Mines Douai et Télécom Lille. À partir de 2018, les élèves qui intègrent l'école suivent un cursus unique d'ingénieur généraliste ou des cursus par apprentissage menant à des diplômes d'ingénieurs de spécialité. Les premiers diplômés du cursus ingénieur généraliste d'IMT Nord Europe sortent de l'école en 2021.

### Recrutement
La majorité du recrutement de l'école, après une classe préparatoire aux grandes écoles scientifique, se fait sur la banque de notes du concours commun Mines-Ponts via le Concours Mines-Télécom.
Parallèlement au concours Mines-Télécom, l'école propose un recrutement d'Élèves-Ingénieurs de l'Industrie et des Mines (EIIM). Il s'agit d'un corps d'élèves fonctionnaires de l'État, salariés du Ministère chargé de l'Industrie. L'admission des EIIM en cursus ingénieur se fait sur la base du concours commun TPE/EIVP. Héritage de l'école des Mines, IMT Nord Europe est la seule école à proposer ce titre après une classe préparatoire.
Des places sont également ouvertes via l'admission sur titre pour des élèves de DUT, L3, M1 ou venant d'écoles ou d'universités étrangères (recrutement via Campus France). L'école recrute également après le bac via le concours Geipi Polytech.

### Formation

#### Ingénieur en formation initiale
IMT Nord Europe propose une formation d'ingénieur en trois ans (ou en cinq ans pour les étudiants recrutés en post-bac).
Chaque élève choisit une combinaison d'unités de valeurs (UV) lui permettant d'acquérir, au fil des années, des compétences techniques, liées aux domaines de l'école (et des compétences transverses de management, communication, économie, etc.) :
- Sciences et technologies du numérique
- Énergie et environnement
- Matériaux et structures
- Processus pour l'industrie et les services

Chaque année, les étudiants effectuent un stage allant de huit semaines pour la L1 à 24 semaines pour le projet de fin d'étude de dernière année.
Pendant son cursus, chaque étudiant doit obligatoirement partir à l'étranger pour une durée minimale de 20 semaines, en stage, séjour académique ou double diplôme, afin de pouvoir obtenir son diplôme d'ingénieur.

#### Ingénieur par l'apprentissage
Cinq diplômes d'ingénieur sont accessibles par la voie de l'apprentissage :
- Télécommunications et informatique
- Génie industriel
- Plasturgie et matériaux composites (en partenariat avec l'ISPA)
- Génie civil et systèmes ferroviaires
- Génie énergétique, en partenariat avec le parc d'innovation Euraénergie qui porte les sujets de la transition énergétique et de l'écologique industriel depuis la plateforme industrialo-portuaire de Dunkerque.

#### Diplômes nationaux de Master
2 diplômes nationaux de Master (DNM) ouvrent à la rentrée 2021. Ces formations enseignées en anglais sont notamment proposées aux étudiants internationaux :
- MSc Eco-design and Advanced Composite Structures
- MSc Advanded Design and Management of Durable Constructions

#### Mastères spécialisés (accréditation CGE)
Cinq mastères spécialisés accrédités par la Conférence des grandes écoles (CGE) :
- Mastère spécialisé Bâtiment à énergie positive
- Mastère spécialisé Ingénierie de la cybersécurité
- Mastère spécialisé Management des risques professionnels et technologiques
- Mastère spécialisé Produits et procédés de l'industrie du béton
- Mastère spécialisé Ingénierie de l'économie circulaire

#### Doctorat
IMT Nord Europe est accréditée à délivrer le diplôme de docteur[source secondaire nécessaire] au sein de deux écoles doctorales régionales : Sciences pour l'ingénieur (SPI) et Sciences de la matière, du rayonnement et de l'environnement (SMRE).

#### Formations professionnelles
Des formations à destination des ingénieurs et techniciens en entreprise.

## Recherche

### Présentation
IMT Nord Europe est aussi un centre de recherche. Le site de Douai héberge notamment des laboratoires spécialisés en énergétique, plasturgie, génie civil, informatique et génie environnemental. Le campus de Villeneuve-d'Ascq (Cité scientifique) fait partie des nombreux laboratoires scientifiques hébergés par l'université de Lille.
Au sein de l'école, la recherche est organisée autour de trois centres d'enseignement, de recherche et d'innovation (CERI) : Systèmes numériques, Matériaux & procédés, Énergie & environnement.
Systèmes numériques regroupe les équipes :
- Informatique et réseaux
- Informatique et automatique
- Systèmes de communication

Matériaux & procédés regroupe les équipes :
- Technologie des polymères et composites et ingénierie mécanique
- Génie civil et environnemental

Énergie & environnement regroupe les équipes :
- Sciences de l'atmosphère et génie de l'environnement
- Énergétique industrielle

## Classement
Au niveau national, IMT Nord Europe a été classée dès sa première année d'existence dans le « groupe A » par L'Étudiant. IMT Nord Europe est désormais classé « groupe A+ » par L'Étudiant.
Elle est aussi entrée dans le classement de Shanghai (classement répertoriant les principales universités mondiales), pour la catégorie « Sciences de l'atmosphère » : rang 201-300 des écoles mondiales et rang 14-17 des écoles françaises.
Classements nationaux :
| Nom                                                                 | 2019 (Rang) | 2020 (Rang) | 2021 (Rang) | 2022 (rang) | 2023 (rang) | 2024 (rang) | 2025 (rang) |
| ------------------------------------------------------------------- | ----------- | ----------- | ----------- | ----------- | ----------- | ----------- | ----------- |
| L'Étudiant                                                          | 16          | 33          | 19          | 33          | 30          | 27          | 15          |
| Le Figaro (Écoles d'ingénieurs généralistes et pluridisciplinaires) | -           | 11          | 10          | -           | -           |             | 43          |
| Usine Nouvelle                                                      | 66          | 48          | -           | -           | -           | -           |             |
| DAUR                                                                | 63          | 38          | -           | 61          | -           | 45          |             |

En 2024, le Times Higher Education classe l'université 86e mondiale en matière de respect du développement durable.

## Campus et vie associative

### Présentation
La vie associative d'IMT Nord Europe s'organise autour de quatre bureaux :
- Le bureau des élèves (BDE) fait le lien entre l'administration et les étudiants, il gère entre autres les partenariats de l'école, l'organisation de certaines soirées et la distribution du courrier.
- Le bureau des arts (BDA) organise des sorties culturelles, des voyages et gère les différents clubs artistiques ou culturels de l'école.
- Le bureau des sports (BDS) participe à l'organisation du sport à l'école et s'occupe du Comité Cartel, du Comité Course Croisière EDHEC , et des différents clubs sportifs de l'école
- Le bureau de l'humanitaire (BDH) organise des actions humanitaires tout au long de l'année et accompagne le comité Téléthon, l'association Eurotandem ou encore le 4L Trophy .

Les élèves d'IMT Nord Europe s'occupent par ailleurs d'autres clubs et associations, parmi lesquels :
- Junior IMT Nord Europe, la junior-entreprise d'IMT Nord Europe. Les juniors-entreprises permettent aux étudiants de réaliser des projets à la demande des entreprises.
- Le Comité Gala, qui organise le Gala de l'école.
- TEDx IMT Nord Europe, depuis 2017.
- Le CAPA , ou Comité d'Accueil des Premiers Arrivants.

### Sport
Dans la formation sous statut étudiant, la pratique du sport est obligatoire pour les élèves-ingénieurs d' IMT Nord Europe[source secondaire nécessaire].

### Résidences et mobilité
Sur le campus lillois (Villeneuve-d'Ascq), à 300 mètres de l'école, se trouve la résidence REEFLEX, avec une aile de 170 appartements destinés aux étudiants de l'école.
À Douai, les élèves peuvent bénéficier d'une chambre à La Maison des Élèves, ensemble de trois résidences en centre-ville.